# 広島市佐伯区スーパー強盗殺人事件
広島市佐伯区スーパー強盗殺人事件（ひろしましさえきくスーパーごうとうさつじんじけん）とは、2000年（平成12年）9月3日に広島県広島市佐伯区で発生した強盗殺人事件。犯人が未だ逮捕されていない未解決事件である。

## 概要
2000年（平成12年）9月3日午後9時すぎ、広島県広島市佐伯区五日市中央四丁目のスーパーマーケット「マルショク五日市店」の商品搬入口で男性従業員（当時36歳）が仰向けで血を流して死んでいるのを同スーパーマーケットの警備員が発見した。司法解剖の結果、被害者は首や顔など数か所を刃物の様なもので切られていた。被害者の左手には犯人に抵抗した際についた傷が残っていた。
店内から現金数千円と預金通帳の入っていた手提げ金庫や被害者の運転免許証や携帯電話、被害者が所有していた乗用車の鍵が無くなっていた。他にも被害者の眼鏡がなくなっており、犯人の物と思われるサングラスが残されていたことから、犯人が間違って持ち去った可能性も高いと考えられていた。
男性従業員は9月3日21時の閉店後、1人スーパーマーケット内に残って後片づけをしていたとみられる。翌9月4日、同店の警報装置が定時の同10時になっても設定されなかったため、不審に思った警備会社が警備員を派遣したところ、商品搬入口で倒れている男性従業員を発見、事件が発覚した。
その後の調べで、現場から約5キロ離れた広島市西区の太田川放水路河口付近で現場から奪われていた手提げ金庫や被害者の眼鏡、免許証が発見された。手提げ金庫は鍵が開けられており、中身は空だった。免許証は細かく切り刻まれていた。金庫の付近からは凶器と見られる血液の付いたナイフが見つかった。被害者が倒れていた商品搬入口からおよそ50メートル北側にある駐車場に血痕が残されていた。被害者を刺した際のものか、犯人の傷からの出血と見られた。
また、捜査に投入された警察官は計17万6000人に上っている。捜査本部にはこれまでに165件の情報提供があったが、2014年は3件、2015年も1件にとどまっている。

## 犯人と思われる男
目撃証言等から判断した犯人像は以下の通り。
- 年齢：30〜50歳
- 身長：150〜162cm
- 体格：頬がふっくらとした小太り
- 着衣：紺色作業ズボン（広島県府中市の被服会社製「ベトナムズボン」ウエスト82cm、股下61cmに裾あげ[6]）
- 靴：25～25.5cm（アサヒコーポレーション製「ブリヂストン195」サイズ25～25.5cm、黒色タイプ有[7]）

## 遺留品
- 凶器と見られているナイフ。がまかつ製フィッシングナイフ「GM-202」初回版（1990年（平成2年）10月・11月に出荷）刃渡り10cm[8]。
- アサヒコーポレーション製「ブリヂストン195」サイズ25〜25.5cm（遺留品ではないが現場に残された足跡から判明）
- 犯人のものだと思われるべっ甲模様のフレームでフランス製のサングラス。